# Iglesia del Espíritu Santo (Batumi)
La Iglesia del Espíritu Santo (en georgiano: სულიწმიდის კათოლიკური ეკლესია) es el nombre que recibe un edificio religioso afiliado a la Iglesia católica y ubicado en la ciudad del Mar Negro de Batumi, en la república autónoma de Ayaria, parte de Georgia. Fue construida a finales de la década de 1990 por los arquitectos Georgianos Oleg Pataridze y Giorgi Baghoshvili y fue consagrada en el 2000.
El edificio está situado cerca del puerto de la ciudad de Batumi, en la parte sur del país cerca de los límites con la vecina Turquía. 